# Santiago Leibson
Santiago Leibson (* 1. September 1988 in Buenos Aires) ist ein argentinischer, in den Vereinigten Staaten lebender Jazzmusiker (Piano, Komposition).

## Leben und Wirken
Leibson zog nach seinem Studium am Conservatorio Manuel de Falla in Buenos Aires 2014 nach New York City, um mit einem Stipendium des Fondo Nacional de las Artes den Master in Jazz Performance an der New York University zu absolvieren. Mit seinem argentinischen Trio aus Maximiliano Kirszner und Nicolás Politzer spielte er in dieser Zeit die beiden Alben Amon (2014) und Pendular (2015) ein. Er trat mit dem NYU Jazz Orchestra an verschiedenen Veranstaltungsorten wie Blue Note auf; des Weiteren spielte er mit Alan Ferber, Billy Drewes, Michael Rodríguez, Lenny Pickett, Michael Attias, Francisco Mela, Sean Conly, Gerald Cleaver, Matt Pavolka, Mark Ferber, Oscar Noriega, Billy Drummond, Jeff Hirshfield, Michael Formanek, Masa Kamaguchi und Cameron Brown. Er hat auch mit Guillermo Kleins Sometric Moon Vamps, dem Jeff McGregor Quintett, Shawn Lovato (Cycles of Animation), Javier Moreno (In Sides), Michael Sarian's New Aurora, mit Brian Shankar Adler und Jeong Lim Yang (Zodiac Suite: Reassured, 2021) gespielt oder aufgenommen.
Im Jahr 2019 gab Leibson sein Debüt in der Carnegie Hall mit einem Solokonzert mit Eigenkompositionen und klassischen Stücken in der Reihe Sophia Rossoff Presents, die von der Abby Whiteside Foundation organisiert wurde. Er trat auch an Veranstaltungsorten wie dem Cornelia Street Cafe (New York), dem Firehouse 12 (New Haven, Connecticut), Jazz Filloa (Spanien), dem Thelonious Club (Buenos Aires) und dem Bourbon Street Music Club (Brasilien) auf. Sein Trioalbum Out of Orden (2016) nahm er im Trio mit Drew Gress am Bass und Devin Gray am Schlagzeug auf, gefolgt von weiteren Trio-, Solo- und einem Sextettalbum.

## Diskographische Hinweise
- Episodes (Fresh Sound, 2017), mit Matt Pavolka, Mark Ferber
- Pairings (2020) solo
- Little Pieces (2020), mit Matt Pavolka, Mark Ferber
- La Cancel (2020) solo
- Aparecerse (2022), mit Lucas Goicoechea, Pablo Moser, Emma Famin, Juan Bayon, Andrés
- Make a Plan and Destroy It (2024) solo
- Prohibido andar en sulky (2024), mit Maximiliano Kirszner, Nicolás Politzer
- Analogue Fictions (2025), mit Matt Pavolka, Satoshi Takeishi